# World Wide Web

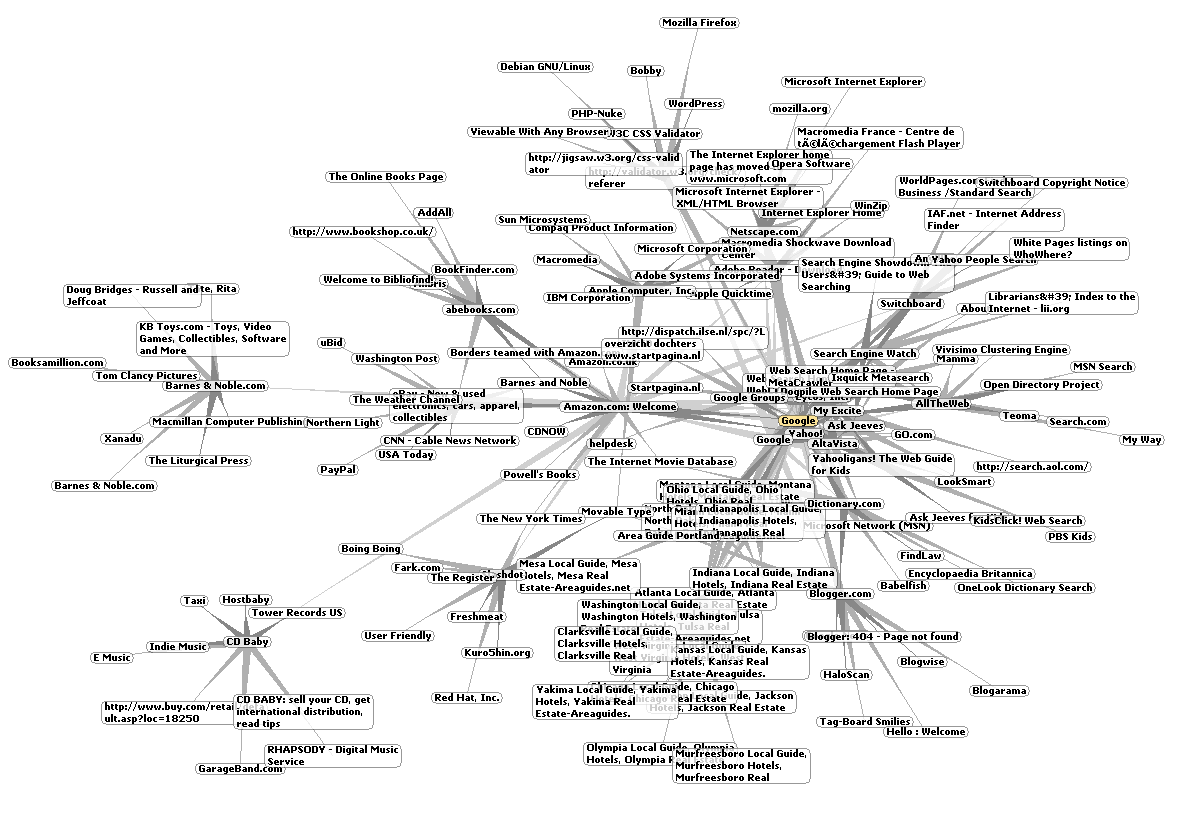
Grafické znázornění webu kolem Vyhledávání Google

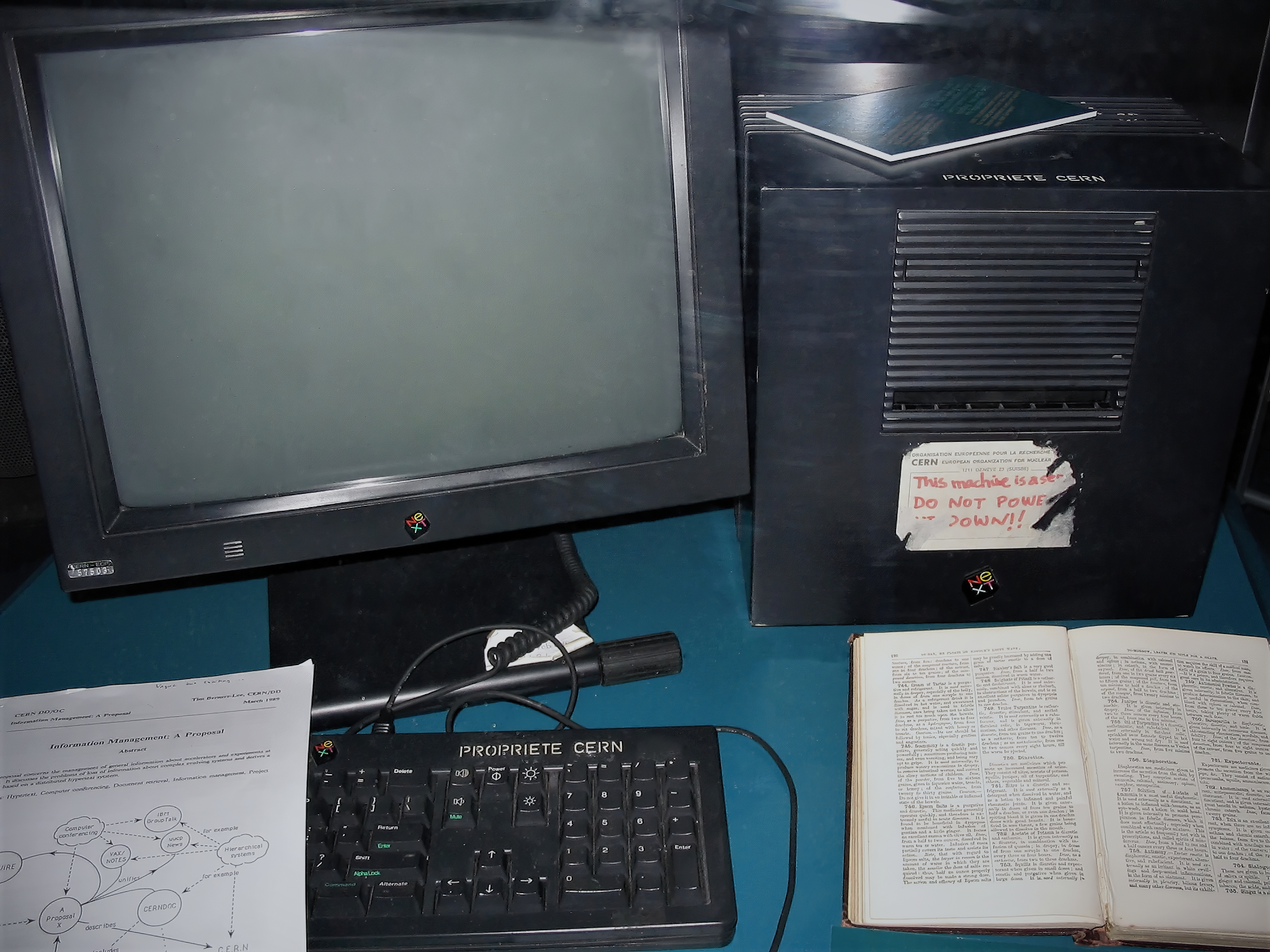
První web server měl na stole Tim Berners-Lee, vynálezce webu

World Wide Web (WWW, v doslovném překladu „světově rozsáhlá pavučina“ nebo „celosvětová síť“) je označení pro systém prohlížení, ukládání a odkazování dokumentů nacházejících se na internetu. Dokumenty (webové stránky) si prohlížíme pomocí webového prohlížeče, jsou uloženy na webových serverech a jsou navzájem propojeny pomocí hypertextových odkazů zapisovaných ve formě URL (například https://www.seznam.cz nebo https://www.google.com). Webové stránky jsou popsány pomocí HTML jazyka a pro jejich přenos mezi počítači je používán HTTP protokol.

## Vznik WWW

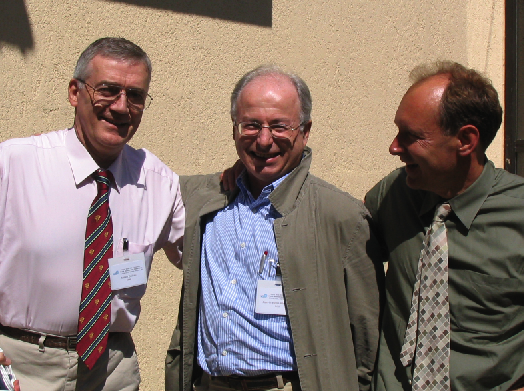
(Z leva) Robert Cailliau, Jean-François Abramatic a Tim Berners-Lee na desátém výročí WWW Consortia.

Autorem Webu je Tim Berners-Lee, který jej vytvořil při svém působení v CERNu. Navrhl jazyk HTML a protokol HTTP, napsal první webový prohlížeč WorldWideWeb a koncem roku 1990 spustil první webový server na světě info.cern.ch. V říjnu roku 1994 založil World Wide Web Consortium (W3C), které dohlíží na další vývoj Webu.
Vize od globální propojené síti informací Tima Berners-Lee se stala možnou v druhé polovině osmdesátých let. Od roku 1985 se celosvětová síť začala rozšiřovat po Evropě a začal fungovat Domain Name System (hierarchický systém názvů domén, na němž je založen systém URL). V roce 1988 proběhlo první přímé IP spojení mezi Evropou a Severní Amerikou a Berners-Lee začal otevřenou diskuzi v CERNu o možnosti vzniku webového systému. Dne 12. března 1989 Berners-Lee vydal návrh s názvem: „Information Management: A Proposal“ (v českém volném překladu Správa informací: Návrh), ten předložil vedení CERN, v návrhu předložil vznik systému nazvaného „Mesh“, který odkazoval na ENQUIRE, databázi a softwarový projekt, který vznikl v osmdesátých letech. V tomto systému byl používán termín „síť“ a popsal propracovanější systém řízení odkazů v textu: „Představte si, že reference v textu budou spojeny se síťovou adresou místa, o kterém refererují a tak budete při čtení textu moci na ně přejít pouhým kliknutím myši.“ Vysvětlil, že tento systém by mohl odkazovat na použití slova hypertext, termínu, který byl zaveden v padesátých letech. V návrhu bylo také uvedeno, že neexistuje důvod, proč by hypertextové odkazy nemohly zahrnout multimediální dokumenty jakou jsou obrázky, video nebo hlasové záznamy a uvedl tak termín hypermedia.
S pomocí kolegy a podobného nadšence do hypertextu Roberta Cailliau vydal více formální návrh 12. listopadu 1990 s názvem „WorldWideWeb“ (jedno slovo) jako síť hypertextových dokumentů, která by mohla být prohlížena „prohlížeči“ v podobě architektury typu klient–server. V tu dobu byly HTML a HTTP ve vývoji pouze dva měsíce a první webový server byl poprvé otestován až o měsíc později. Tento návrh předpokládal, že síť pouze pro čtení by mohla být vyvinuta během tří měsíců a za šest měsíců by se mohlo dosáhnout bodu, kdy bude možnost tvořit nové odkazy a nové materiály i čtenář, stejně tak měly fungovat automatické notifikace o vzniku nového materiálu pro čtenáře. Zatímco cíl sítě pouze pro čtení byl dosažen včas, tak přístupné autorství webového obsahu trvalo zavést mnohem déle.
Návrh byl modelován na SGML čtečce Dynatext od společnosti Electronic Book Technology (firmě odvozené z Institute for Research in Information and Scholarship na Brownově univerzitě). Systém Dynatext byl licencován CERNem a byl klíčovým hráčem pro rozšíření SGML ISO 8879:1986 směrnice. Berners-Lee pro první webový server využil NeXT Computer a také v roce 1990 naprogramoval první webový prohlížeč, nazval jej WorldWideWeb. Na Vánoce v roce 1990 Berners-Lee připravil všechny nutné věci pro fungující Web:  první webový prohlížeč (který zároveň byl i webový editor) a první webový server. První webová stránka byla publikována 20. prosince 1990 a popisovala samotný projekt.

## Normy
Mnoho formálních norem, další technické specifikace a software definuje operace různých aspektů World Wide Webu, Internetu a serverů pro výměnu informací. Mnoho z těchto dokumentů je prací World Wide Web Consortium (W3C), v čele s Berners-Lee, ale některé jsou prací Internet Engineering Task Force (IETF) a dalších organizací.
Definice je možné nalézt v těchto publikacích:
- Doporučení pro značkovací jazyk, hlavně HTML a XHTML od W3C. Definují strukturu a interpretaci hypertextových dokumentů.
- Doporučení pro styly, především CSS od W3C.
- Normy pro ECMAScript (obvykle ve formě JavaScriptu) od Ecma International.
- Doporučení pro Document Object Model od W3C.

Další publikace poskytují definice ostatních základních technologií pro World Wide Web, včetně následujících:
- Uniform Resource Identifier (URI), který je univerzální systém pro odkazování na zdroje na internetu, jako jsou hypertextové dokumenty a obrázky. URIs, často nazývané URLs, jsou definovány IETF's RFC 3986 / STD 66: Uniform Resource Identifier (URI): Generic Syntax, stejně jako jeho předchůdci a četné URI schémata-definující RFCs
- HyperText Transfer Protocol (HTTP), zejména definovaný v RFC 2616: HTTP/1.1 a RFC 2617: HTTP Authentication, které určují, jak se prohlížeč autentifikuje serveru.

## HTTP a HTTPS specifikátory
Toto schéma specifikátorů (http:// nebo https://) v URIs odkazují na Hypertext Transfer Protocol a také na HTTPS, a tak definují komunikační protokol, který se použije pro žádost a odpověď. HTTP protokol je základem pro fungování World Wide Webu. Přidáním šifrovací vrstvy vznikl HTTPS protokol, který je vhodný pro přenos důvěrných informací, jako jsou hesla či bankovní údaje, které mají být přeneseny přes veřejný internet.

## Ukládání do vyrovnávací paměti (caching)
Pokud se uživatel vrátí na webovou stránku, kterou v poslední době navštívil, není vždy potřeba data stránky opět načítat z internetu. Skoro všechny internetové prohlížeče mají cache (vyrovnávací paměť) nedávno načtených stránek, obvykle se tato data nacházejí na pevném disku počítače. HTTP obvykle zasílá pouze žádost o data, která se od poslední návštěvy změnila. Pokud jsou dočasně uložená data na pevném disku stále aktuální, jsou znovu použita. Načítání dat do vyrovnávací paměti redukuje internetový přenos. O platnosti jednotlivých dat je rozhodováno odděleně, zvlášť pro obrázky, CSS styl, JavaScript, HTML a další obsah webové stránky. Proto i na internetových stránkách s velmi dynamickým obsahem není nutné pokaždé načítat veškerá data znovu. Weboví designeři považují za užitečné oddělit tedy styl stránky, obsah a JavaScript do samostatných souborů tak, aby nebylo nutné vždy načítat vše, ale pouze ten soubor, který není aktuální. Obsah webové stránky se totiž mění mnohem častěji než její styl. Toto pomáhá zkrátit dobu načítání stránky z internetu a snižuje nároky na webový server.
Existují i další součásti, které lze načítat do vyrovnávací paměti. Firemní a akademické firewally často načítají internetové zdroje, o které žádá jeden uživatel, ve prospěch ostatních uživatelů. (Viz též caching proxy server.) Některé internetové vyhledávače také uchovávají obsah webových stránek ve vyrovnávací paměti. Na rozdíl od zařízení, která jsou zabudovaná ve webových serverech a mohou určit, kdy byla data aktualizována a kdy je potřeba je znovu odeslat. Designeři dynamických webových stránek mohou kontrolovat HTTP hlavičky, které se odesílají uživateli jako odpověď na žádosti odeslané uživatelem, takže přechodná a citlivá data nejsou ukládána. Internetové bankovnictví a zpravodajské weby tohoto často využívají. Data požadovaná pomocí HTTP 'GET' jsou ukládána, pokud jsou splněny další podmínky, data získaná v reakci na 'POST' jsou závislá na datech odeslaných, takže se neukládají.

## World Wide Web vs. internet
Často se v běžném hovoru setkáme s tím, že pojmy World Wide Web a internet jsou užívány bez patrného významového rozdílu. Ovšem jednotlivé pojmy popisují dvě různé věci. Internet je globální systém vzájemně propojující počítačové sítě na celém světě, zatímco World Wide Web je aplikace, která na internetu funguje. Je to služba poskytovaná v rámci internetu. World Wide Web je dnes obrovské množství stránek, dokumentů a jiných souborů vzájemně propojovaných hypertextovými odkazy. Prohlížení těchto stránek obvykle začínáme zadáním URL adresy do internetového prohlížeče; prohlížeč provede sérii přenosů dat, která nakonec vykreslí do podoby formátované stránky s odkazy na jiné stránky, s obrázky, animacemi a jinými objekty.